# Albert I Koburg

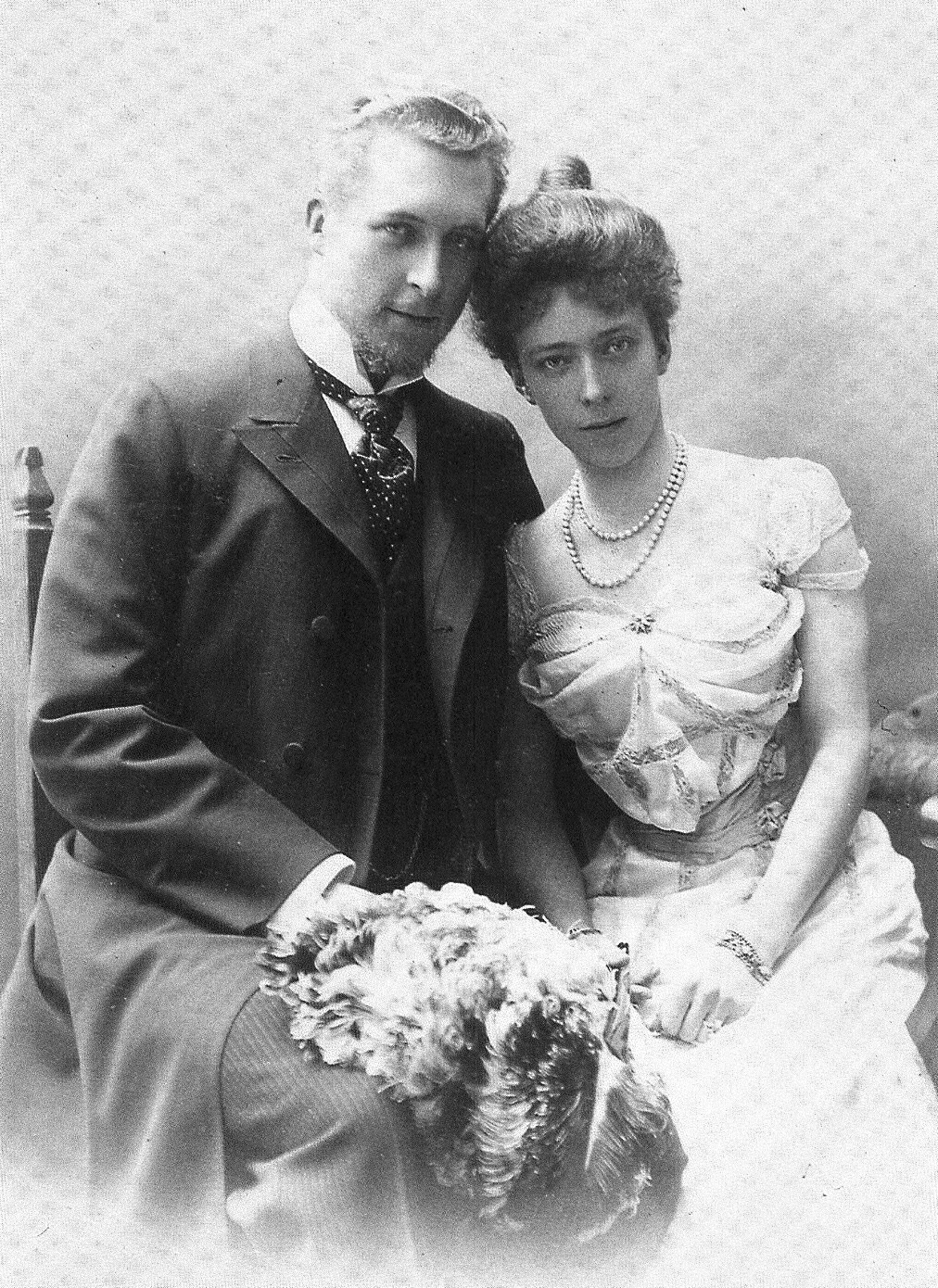
Albert I i Elżbieta Gabriela Wittelsbach

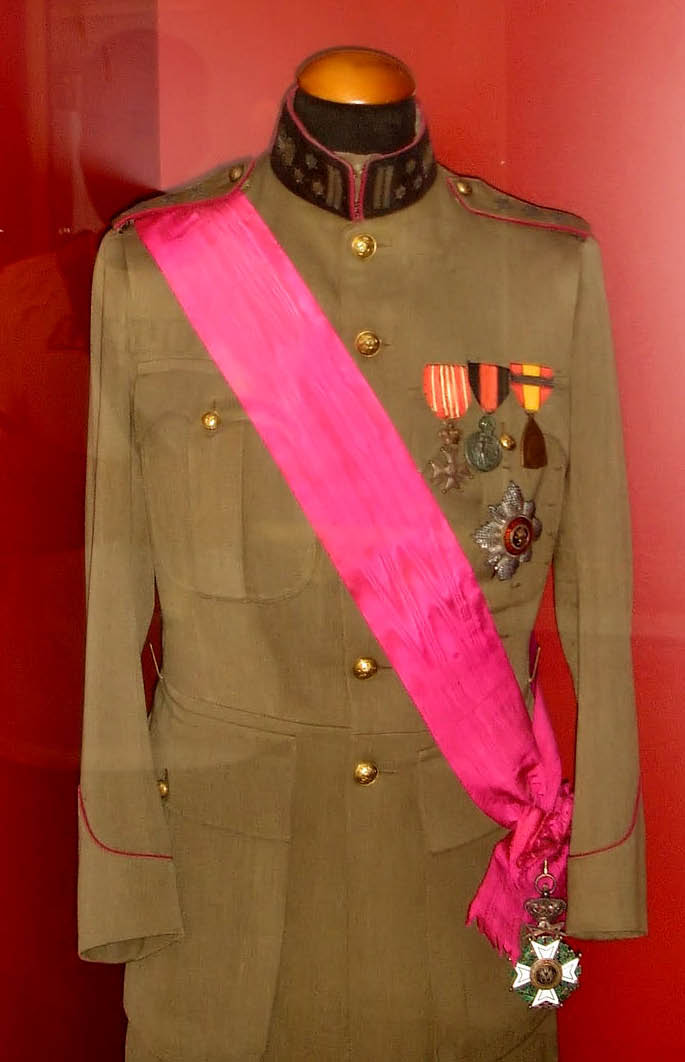
Mundur króla Alberta I z Wielką Wstęgą Orderu Leopolda, Krzyżem Wojennym 1914–1918, Medalem Yzeru i Medalem Pamiątkowym za Wojnę 1914–1918

Albert I, właśc. Albert Leopold Klemens Maria Meinrad, fr. Albert Léopold Clément Marie Meinrad (ur. 8 kwietnia 1875 w Brukseli, zm. 17 lutego 1934 w Marches-les-Dames) – król Belgów od 1909.
Był młodszym synem Filipa Koburga, hrabiego Flandrii (młodszego brata króla Leopolda II) i Marii Luizy Hohenzollern-Sigmaringen (córki Karola Antoniego, księcia Hohenzollern-Sigmaringen i premiera Prus).

## Życiorys

### Dzieciństwo i młodość
Urodził się w brukselskim Pałacu Regencji. Był bratankiem panującego króla Leopolda II. Leopold nie miał synów (jego jedyny syn, również Leopold, zmarł w 1869), więc następcą króla był ojciec Alberta, Filip, hrabia Flandrii. Filip był jednak głuchy, więc zrezygnował z praw do tronu na rzecz swojego najstarszego syna, Baldwina. Młody książę zmarł jednak po krótkiej chorobie w 1891. Następcą belgijskiego tronu został wówczas Albert. Po śmierci ojca w 1905 został hrabią Flandrii. W latach 1893–1909 zasiadał w belgijskim senacie.
Jako nieprzeznaczony do panowania Albert był wychowywany w sposób liberalny i otwarty. Jego nauczycielem był Emile Sigogne, który zadedykował królowi później książkę Socjalizm i monarchia. Albert był zwolennikiem idei liberalnych. Odbył służbę wojskową i dużo podróżował po europejskich dworach. Odwiedził nawet Kongo Belgijskie i Stany Zjednoczone. Był przerażony perspektywą wstąpienia na tron. Napisał: „Od pewnego czasu jestem naprawdę przytłoczony wyjątkowo trudną przyszłością, która jawi się przede mną jako trudna sama w sobie z powodu złożoności położenia podzielonego kraju, trudna w szczególności z racji mojego braku przygotowania (...). Nadszedł czas pracy, aby zdobyć nie tyle umiejętności, co jest niemożliwe, ile wiedzę wystarczającą do tego, by w każdym razie nie narażać na śmieszność funkcji, którą los ma mi kiedyś narzucić.”

### Małżeństwo
2 października 1900 w Monachium poślubił Elżbietę Gabriellę Wittelsbach (ur. 25 czerwca 1876, zm. 23 listopada 1965), córkę księcia bawarskiego Karola Teodora i Marii Józefy (córki króla Portugalii Michała I). Albert oświadczył się Elżbiecie po 3 latach znajomości podczas spaceru w lesie Fontainebleau słowami: „Czy sądzi pani, że mogłaby znieść klimat Belgii?”. Albert i Elżbieta mieli razem dwóch synów i córkę:
- Leopold III (ur. 3 listopada 1901, zm. 25 września 1983), król Belgów,
- Karol Teodor Henryk (ur. 10 października 1903, zm. 1 czerwca 1983), hrabia Flandrii, regent Belgii,
- Maria Józefa Charlotta (ur. 4 sierpnia 1906, zm. 27 stycznia 2001), żona króla Włoch Humberta II.

Poważny, staranny, pesymistyczny, zamknięty w sobie (Leopold II nazywał go „zamkniętą kopertą”), skromny, nieśmiały i wstydzący się swojej wady wymowy Albert obejmuje tron Belgii po śmierci stryja w 1909. Swoją przysięgę konstytucyjną złożył nie tylko po francusku, ale także po flamandzku. Razem z żoną zamieszkał w pałacu Assche przy ulicy de la Science w Brukseli.

### Panowanie

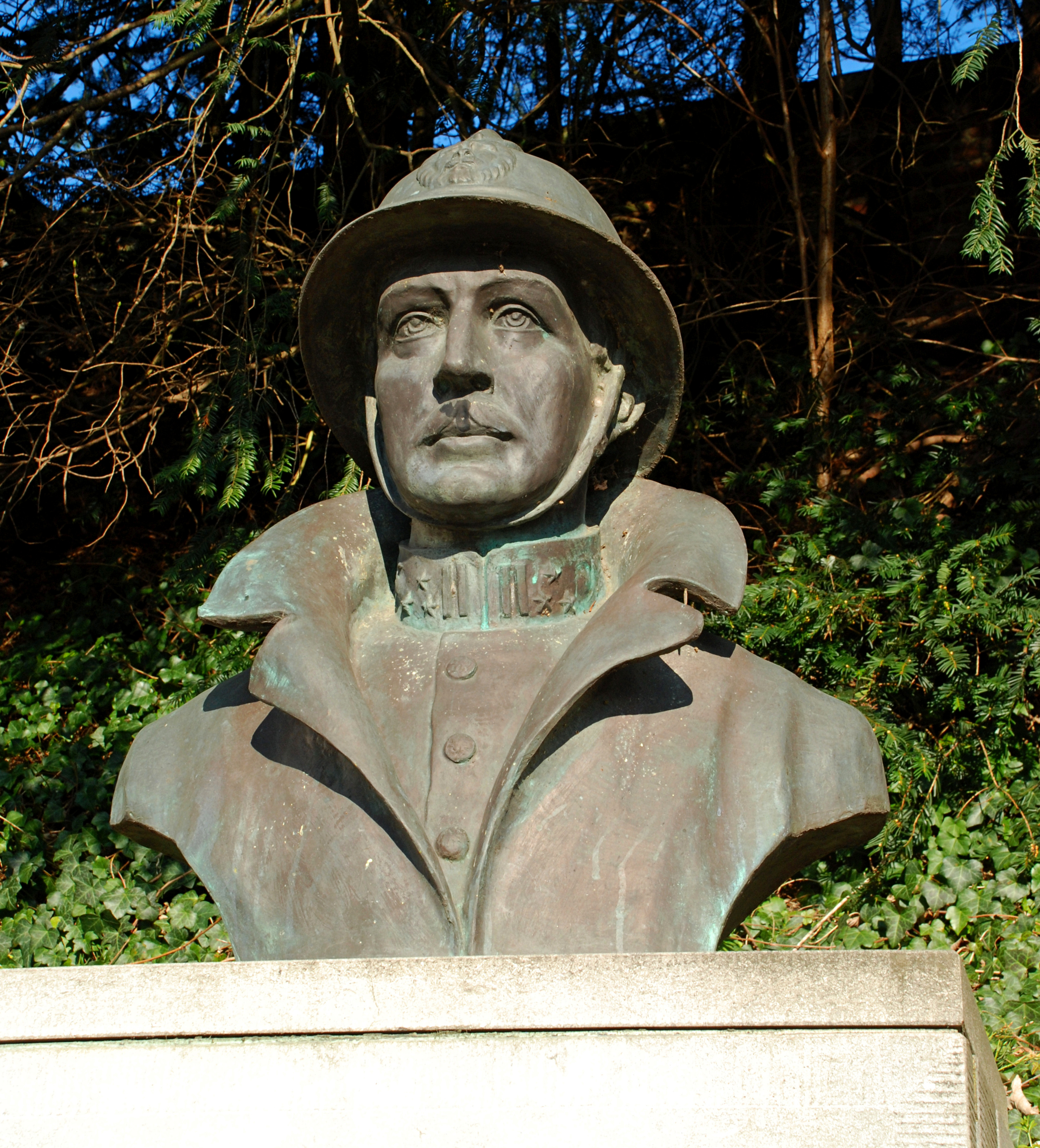
Popiersie Alberta I w Ottignies.

Albert stał się bohaterem Belgii dzięki swojej postawie podczas I wojny światowej. Dążył on do zapewnienia Belgii neutralności. W 1913 podróżował do Francji i Niemiec dla potwierdzenia tej neutralności. 2 sierpnia 1914 otrzymał jednak od cesarza Wilhelma II ultimatum, w którym Kaiser domagał się zgody na przemarsz niemieckich wojsk przez terytorium Belgii. Niemiecki władca przypomniał królowi Belgów, że jest przecież Koburgiem, a więc przedstawicielem niemieckiej dynastii. Albert odpowiedział na to: „Koburg – tak, ale również Orleański, a nade wszystko Belgijski”. Ostateczna odpowiedź brzmiała: „Rządzę narodem, nie drogą!”. Odrzucenie przez króla i rząd niemieckiego ultimatum pociągnęło za sobą inwazję wojsk niemieckich na Belgię 4 sierpnia pomimo jej neutralności, którą kanclerz Theobald von Bethmann Hollweg nazwał „świstkiem papieru”.
Podczas wojny król osobiście dowodził belgijską armią. Dowodził w kilku potyczkach, które opóźniły niemiecką ofensywę. Niemcy zajęli jednak prawie całą Belgię, oprócz niewielkiego „skrawka ojczyzny” u ujścia rzeki IJzer. Nad IJzer stoczono w dniach 16 – 31 października 1914 bitwę, która sprawiła, że Niemcy nie zdołali opanować ujścia rzeki do Morza Północnego. Przez kolejne 4 lata wojska belgijskie stanowiły lewe skrzydło wojsk sprzymierzonych, ale pozostawały pod wyłącznym dowództwem króla, który nie wyraził zgody na ich użycie w wielkich ofensywach pod Verdun i nad Sommą w 1916 r., uznając je za „niepotrzebne rzezie”. Podczas gdy rząd przeniósł się do Hawru, król i królowa pozostali w Belgii, w De Panne, niedaleko linii frontu. Król nie wahał się narażać życia w okopach czy też latać samolotem nad liniami wroga.
Wojska belgijskie wzięły udział w ostatniej ofensywie w 1918 r. 22 listopada para królewska tryumfalnie wróciła do Brukseli. W wygłoszonej tego dnia mowie tronowej Albert zapowiedział wprowadzenie wyborów powszechnych, rzeczywistą równość obu języków narodowych, uznanie swobód związków zawodowych i rozszerzenie ustawodawstwa społecznego. Kraj był zniszczony działaniami wojennymi, które były widoczne zwłaszcza we Flandrii. Traktat wersalski z 1919 oddał Belgii przygraniczne okręgi Eupen i Malmedy.
W 1920 król otworzył Letnie Igrzyska Olimpijskie w Antwerpii. W latach 1930–1939 w Belgii został zbudowany kanał, który został nazwany imieniem Alberta. Albert był też aktywny na arenie międzynarodowej, choć nie lubił komplementów dotyczących swojej postawy w czasie wojny. Jak sam mówił, był tylko osobą „zmuszoną do heroizmu”. Jedyną pochwałą, którą akceptował brzmiała: „Oszczędza żołnierską krew”.
Zginął podczas wspinaczki skalnej (alpinizm był jego znanym hobby), w belgijskiej części Ardenów, na skale Grand Bon Dieu niedaleko Marches-les-Dames nad Mozą. Oficjalna wersja (kwestionowana przez niektórych historyków) głosi, że król dotarł do szczytu 32-metrowej skały, gdy oderwał się od niej blok i spadając, pociągnął za sobą króla, który uderzył głową o ścianę. Była to śmierć zgodna z życzeniem Alberta, który nie uważał, że „byłoby pięknie umrzeć w swoim łóżku”.
Podobnie jak inni belgijscy królowie został pochowany w krypcie kościoła Notre-Dame pałacu Laeken w Brukseli.

## Odznaczenia
- Wielki Mistrz Orderu Leopolda (Belgia)[4]
- Wielki Mistrz Orderu Gwiazdy Afryki (Belgia)[4]
- Krzyż Wielki Orderu Lwa (Belgia)
- Krzyż Wielki Orderu Korony (Belgia)
- Krzyż Wielki Orderu Leopolda II (Belgia)
- Krzyż Wojenny 1914–1918 (Belgia)
- Medal Izery (Belgia)
- Medal Pamiątkowy za Wojnę 1914–1918 (Belgia)
- Order Złotego Runa (Austria)[4]
- Krzyż Wielki Orderu Kondora Andów (Boliwia)
- Order Świętych Cyryla i Metodego (Bułgaria)
- Krzyż Wielki Orderu Zasługi (Chile)
- Krzyż Wielki Orderu Lwa Białego (Czechosłowacja)
- Krzyż Wojenny (Czechosłowacja)
- Order Słonia (Dania)[4]
- Order Muhammada Alego (Egipt)
- Krzyż Wielki Orderu Zasługi (Ekwador)
- Order Krzyża Wolności (Estonia)
- Krzyż Wielki Orderu Pieczęci Salomona (Etiopia)
- Krzyż Wielki Orderu Białej Róży (Finlandia)
- Krzyż Wielki Orderu Legii Honorowej (Francja)[4]
- Medal Wojskowy (Francja)
- Krzyż Wojenny 1914−1918 z palmą (Francja)
- Łańcuch Orderu Karola III (Hiszpania)[4]
- Krzyż Wielki Orderu Lwa Niderlandzkiego (Holandia)[4]
- Krzyż Wielki Orderu Korony Persji (Iran)
- Order Chryzantemy (Japonia)[4]
- Krzyż Wielki Orderu Boyacá (Kolumbia)
- Krzyż Wielki Orderu Carlosa Manuela de Céspedes (Kuba)
- Wielki Komandor Orderu Oswobodzenia Afryki (Liberia)
- Krzyż Wielki Orderu Krzyża Pogoni (Litwa)[5]
- Order Domowy Nassauski Lwa Złotego (Luksemburg)[4]
- Krzyż Wielki Orderu Trzech Gwiazd (Łotwa)
- Order Pogromcy Niedźwiedzia (Łotwa)
- Wielka Wstęga Orderu Alawitów (Maroko)
- Krzyż Wielki Orderu św. Karola (Monako)[4]
- Łańcuch Orderu Świętego Olafa (Norwegia)[4]
- Wielka Wstęga Orderu Korony (Persja)
- Krzyż Wielki Orderu Słońca (Peru)
- Order Orła Białego (Polska)
- Krzyż Wielki Orderu Wojskowego Virtuti Militari (Polska)[6]
- Wstęga Trzech Orderów (Portugalia)
- Krzyż Wielki Orderu Wojskowego Chrystusa (Portugalia)[4]
- Krzyż Wielki Orderu Wojskowego Avis (Portugalia)[4]
- Krzyż Wielki Orderu Wojskowego św. Jakuba od Miecza (Portugalia)[4]
- Krzyż Wielki Orderu Wojskowego Wieży i Miecza (Portugalia)
- Order Orła Czarnego (Prusy)[4]
- Order św. Andrzeja (Rosja)[4]
- Order Świętego Aleksandra Newskiego (Rosja)[4]
- Order Świętego Jerzego III klasy (Imperium Rosyjskie)
- Order Świętej Anny I klasy (Rosja)[4]
- Order św. Stanisława I klasy (Rosja)[4]
- Łańcuch Orderu Karola I (Rumunia)[4]
- Order Michała Walecznego I klasy (Rumunia)
- Krzyż Wielki Orderu Gwiazdy (Rumunia)[4]
- Order Cnoty Lotniczej (Rumunia)
- Krzyż Wielki Orderu Gwiazdy Jerzego Czarnego (wojskowego) (Królestwo Serbii)
- Order Królewski Serafinów (Szwecja)[4]
- Medal Sił Lądowych za Wybitną Służbę (USA)
- Wielki Łańcuch Orderu Oswobodziciela (Wenezuela)
- Order Podwiązki (Wielka Brytania)
- Krzyż Wielki Orderu Łaźni (Wielka Brytania)
- Krzyż Wielki Orderu św. Michała i św. Jerzego (Wielka Brytania)
- Krzyż Wielki Orderu Wiktoriańskiego (Wielka Brytania)
- Krzyż Wojskowy (Wielka Brytania)
- Zaszczytny Krzyż Lotniczy (Wielka Brytania)
- Krzyż Wielki Orderu św. Jana Jerozolimskiego (Wielka Brytania)
- Medal Koronacyjny Króla Edwarda VII (Wielka Brytania)
- Order Annuncjaty (Włochy)[4]
- Krzyż Wielki Orderu Korony (Włochy)
- Krzyż Wielki Orderu Wojskowego (Włochy)
- Krzyż Wielki Orderu Świętych Maurycego i Łazarza (Włochy)
- Krzyż Zasługi Wojennej (Włochy)
- Krzyż Wielki Honoru i Dewocji Zakonu Kawalerów Maltańskich
- Krzyż Wielki Orderu Orła Czerwonego (Prusy)[4]
- Krzyż Wielki Orderu św. Stefana (Węgry)[4]
- Order Orła Białego (Imperium Rosyjskie)[4]
- Krzyż Wielki Orderu Grobu Świętego (Watykan)[4]
- Łańcuch Orderu Zasługi (Oldenburg)[4]
- Order Alberta Niedźwiedzia (Anhalt)[4]
- Order Korony Rucianej (Saksonia)[4]
- Order Wierności (Badenia)[4]
- Order Świętego Huberta (Bawaria)[4]
- Order Ernestyński (Saksonia)[4]
- Order Hohenzollernów II klasy (Prusy)[4]
- Order Osmana I kl. (Turcja)[4]
- Order Smoka Podwójnego (Chiny)[4]
- Order Najwyższy Chrystusa (1934, Watykan)[7]
- Krzyż Wielki Orderu Kamehamehy I (1881, Hawaje)[8]

## Genealogia
| Prapradziadkowie                         | Ernest Fryderyk (1724–1800) ∞ Zofia Brunswick-Wolfenbüttel (1724–1802)                   | Henryk XXIV Reuss-Ebersdorf (1724–1779) ∞1754 Karolina Erbach-Schönberg (1727–1796)      | Ludwik Filip Józef Burbon-Orleański (1747–1793) ∞1769 Ludwika Maria de Penthièvre (1753–1821)   | Król Obojga Sycylii Ferdynand I Burbon (1751–1825) ∞1768 Maria Karolina Habsburg (1752–1814)    | Anton Hohenzollern-Sigmaringen (1762–1831) ∞1782 Amalia Salm-Kyrburg (1760–1841)        | Pierre Murat (1748–1792) ∞ Louise Dastrog (1762–1832)                                   | Karol Ludwik Badeński (1755–1801) (1755–1801) ∞1774 Amalia Fryderyka Hessen-Darmstadt (1754–1832) | Klaudiusz de Beauharnais (1756–1819) ∞ Klaudia Franciszka de Lezay-Marnésia (1767–1791)           |
| Pradziadkowie                            | Franciszek Sachsen-Coburg-Saalfeld (1750–1806) ∞1777 Augusta Reuss-Ebersdorf (1757–1831) | Franciszek Sachsen-Coburg-Saalfeld (1750–1806) ∞1777 Augusta Reuss-Ebersdorf (1757–1831) | Król Francuzów Ludwik Filip Burbon (1773–1850) ∞1809 Maria Amelia Burbon-Sycylijska (1782–1866) | Król Francuzów Ludwik Filip Burbon (1773–1850) ∞1809 Maria Amelia Burbon-Sycylijska (1782–1866) | Karl Hohenzollern-Sigmaringen (1785–1853) ∞1802 Antonina Murat (1799–1847)              | Karl Hohenzollern-Sigmaringen (1785–1853) ∞1802 Antonina Murat (1799–1847)              | Wielki Książę Badenii Karol Ludwik Badeński (1786–1818) ∞1806 Stefania de Beauharnais (1789–1860) | Wielki Książę Badenii Karol Ludwik Badeński (1786–1818) ∞1806 Stefania de Beauharnais (1789–1860) |
| Dziadkowie                               | Król Belgów Leopold I Koburg (1790–1865) ∞1832 Ludwika Maria Orleańska (1812–1850)       | Król Belgów Leopold I Koburg (1790–1865) ∞1832 Ludwika Maria Orleańska (1812–1850)       | Król Belgów Leopold I Koburg (1790–1865) ∞1832 Ludwika Maria Orleańska (1812–1850)              | Król Belgów Leopold I Koburg (1790–1865) ∞1832 Ludwika Maria Orleańska (1812–1850)              | Karl Anton von Hohenzollern-Sigmaringen (1811–1885) ∞1834 Józefina Badeńska (1813–1900) | Karl Anton von Hohenzollern-Sigmaringen (1811–1885) ∞1834 Józefina Badeńska (1813–1900) | Karl Anton von Hohenzollern-Sigmaringen (1811–1885) ∞1834 Józefina Badeńska (1813–1900)           | Karl Anton von Hohenzollern-Sigmaringen (1811–1885) ∞1834 Józefina Badeńska (1813–1900)           |
| Rodzice                                  | Filip Koburg (1837–1905) ∞1867 Maria Luiza Hohenzollern-Sigmaringen (1845–1912)          | Filip Koburg (1837–1905) ∞1867 Maria Luiza Hohenzollern-Sigmaringen (1845–1912)          | Filip Koburg (1837–1905) ∞1867 Maria Luiza Hohenzollern-Sigmaringen (1845–1912)                 | Filip Koburg (1837–1905) ∞1867 Maria Luiza Hohenzollern-Sigmaringen (1845–1912)                 | Filip Koburg (1837–1905) ∞1867 Maria Luiza Hohenzollern-Sigmaringen (1845–1912)         | Filip Koburg (1837–1905) ∞1867 Maria Luiza Hohenzollern-Sigmaringen (1845–1912)         | Filip Koburg (1837–1905) ∞1867 Maria Luiza Hohenzollern-Sigmaringen (1845–1912)                   | Filip Koburg (1837–1905) ∞1867 Maria Luiza Hohenzollern-Sigmaringen (1845–1912)                   |
| Albert I Koburg (1875–1934), król Belgów |                                                                                          |                                                                                          |                                                                                                 |                                                                                                 |                                                                                         |                                                                                         |                                                                                                   |                                                                                                   |